# Râul Runcu, Nadoșa
Râul Runcu este un curs de apă afluent al râului Nadoșa. 